# (109) Felicitas
(109) Felicitas és un asteroide que forma part del cinturó d'asteroides i va ser descobert el 9 d'octubre de 1869 per Christian Heinrich Friedrich Peters des de l'observatori Litchfield de Clinton, als Estats Units d'Amèrica. Està anomenat així per la deessa que personifica la felicitat. Orbita a una distància mitjana del Sol de 2,697 ua, i pot allunyar-se'n fins a 3,499 ua. Té una inclinació orbital de 7,881° i una excentricitat de 0,297. Triga 1618 dies a completar una òrbita al voltant del Sol.